# Zuzana Šepeľová
Zuzana Šepeľová oder Suzana Šepeľová (* 24. November 1999 in Snina) ist eine slowakische Volleyballspielerin.

## Karriere

### Vereinskarriere
Zuzana Šepeľová begann ihre Karriere in ihrer Heimatstadt beim MVK Snina und wechselte zur Saison 2015/16 in die Extraliga, die höchste slowakische Liga im Frauen-Volleyball, zum slowakischen Rekordmeister VK Slávia Bratislava, wo sie bis 2021 aktiv war. In dieser Zeit konnte sie mit dem Verein aus der slowakischen Hauptstadt sowohl viermal den slowakischen Meistertitel als auch viermal den slowakischen Pokal gewinnen. Danach wechselte sie zur Saison 2021/22 in die tschechische Extraliga und spielte dort zwei Spielzeiten für VK UP Olomouc. Zur Saison 2023/24 schloss sie sich in Belgien den Erstligisten Tchalou Volley an. Mit ihrem neuen Team qualifizierte sie sich für Playoffs, wo sie sich im Finale den Rekordmeister Asterix Avo Beveren mit 1:2 nach Spielen geschlagen geben mussten.

### Nationalmannschaft
Nachdem sie bereits im Jugendbereich für die Slowakei international aktiv war, vertritt Zuzana Šepeľová die slowakische Nationalmannschaft auch im Erwachsenenbereich und durfte als Teil dieser bei der Europameisterschaft 2023 erstmals an einer Europameisterschaft  teilnehmen. Mit ihrer Mannschaft belegte sie den zehnten Platz. Bisher hat Zuzana Šepeľová 32 Spiele (Stand: 2024) für die Slowakei absolviert.